# Kousséri
Kousséri (arabisk قصور quṣūr (som betyder "paladser"), er en by i regionen Extrême-Nord i Cameroun. Den blev grundlagt og kendt som Mser på det oprindelige Mser-sprog, og er hovedstaden i departementet Logone-et-Chari. Det er en købstad, og dens befolkning er for nylig vokset med flygtninge fra Tchad. Den havde en befolkning på 89.123 ved folketællingen i 2005. Størstedelen af befolkningen er shuwa-arabere med tchadisk arabisk som lingua franca.
Den danner en grænseoverskridende by med byen N'Djamena, hovedstaden i Tchad, som den er adskilt fra af Logone-floden og Chari-floden.

## Historie
Kousséri var en del af Kanem-riget (Kanem-Burnu). I marts 1846 led Omar (søn af Sheik Mohammed), nominel general for Bornu-sultanen Ibrahim, et nederlag ved Kousséri.

## Galleri
- Chari-floden fra Kousséri
- Chari-floden i Centralafrika adskiller N'Djamena i Tchad fra Kousséri i Cameroun
- Handel på Logonefloden